# ЗАЗ-968 Електро
ЗАЗ-968 Електро - Експерементальна машина від ЗАЗ,на базі ЗАЗ-968А.Машина могла розганятися до 60 км/год за 8 секунд

### Історія і опис
1973 року Запорізький машинобудівний інститут розробив експериментальну машину ЗАЗ-968 Електро. Автомобіль мав електродвигун потужністю 4 кВт і систему рекуперації енергії — тобто, батареї підзаряджалися при гальмуванні. Батарея машини важила близько 400 кг, а на одній зарядці «Електрозапорожець» міг подолати 100 км. Через рік електромобіль отримав золоту медаль на Всесоюзній виставці науково-технічної творчості молоді. Його збиралися запустити в серійне виробництво. Але фінансування на ЗАЗ-968 Електро так і не виділили.
1. ↑  ПА.БО. Техніка (9 квітня 2023), ЕЛЕКТРИЧНИЙ ЗАПОРОЖЕЦЬ, НА ОДНОМУ ЗАРЯДІ ДОЛАВ..., процитовано 24 лютого 2025